# Teatro Sanzio
Il Teatro Raffaello Sanzio è il principale teatro di Urbino.

## Storia
Venne eretto sulla parte superiore del bastione della Rampa elicoidale. Tale bastione era denominato dell'Abbondanza, in quanto le strutture superiori dell'edificio erano utilizzate, fin dal XVI secolo, come granai cittadini (Capannone dell'Abbondanza). Nel 1840 fu indetto un concorso per scegliere l'architetto a cui affidare il progetto del nuovo teatro; venne scelto quello del montescudese Vincenzo Ghinelli.
I lavori di costruzione iniziarono nel 1845 e si protrassero fino al 1853; con la costruzione del teatro furono abbattute alcune strutture della parte superiore della Rampa elicoidale. La decorazione interna fu affidata a Raffaelle Antonioli da Gubbio, che si occupò di affrescare il soffitto della sala, Francesco Serafini decorò il sipario con una scena raffigurante la Gloria d'Urbino mentre Romolo Liverani ebbe l'incarico di realizzare le scenografie. Il foyer è ornato da due busti marmorei, uno raffigurante Raffaello Sanzio (a cui il teatro è dedicato), opera di Carlo Finelli del 1853, ma rimasto incompiuto per la morte dell'artista; mentre l'altro busto raffigurava Donato Bramante, realizzato dallo scultore Giambattista Pericoli (futuro primo direttore dell'Istituto di Belle Arti delle Marche) nel 1850.
Oltre al teatro, il Ghinelli aveva progettato anche il tessuto urbanistico circostante, come per esempio la realizzazione di una piccola esedra davanti alla facciata dell'edificio per rendere più agevoli le manovre delle carrozze. Le decorazioni interne furono rifatte da Diomede Catalucci, tra il 1896 e il 1897.
Invece, tra il 1970 ed il 1986, l'edificio fu sottoposto ad una radicale ristrutturazione, ad opera dell'architetto Giancarlo De Carlo, nell'ambito del più ampio progetto di riqualificazione denominato Operazione Mercatale, che comprendeva il piazzale eponimo e gli edifici della Rampa elicoidale e della Data. La ristrutturazione apportò considerevoli modifiche, soprattutto agl'ambienti interni del teatro.
Il 30 gennaio 2014, all'interno di questo teatro, è stato girato il video della canzone Trattengo il fiato della cantante Emma.